# José Pinto Rosas
José Pinto Rosas, más conocido como Pinto (Antequera, 11 de noviembre de 1929-Barcelona, 30 de noviembre de 2024) fue un futbolista y entrenador de futbol español. Jugaba de defensa, aunque inició su carrera como interior.

## Trayectoria
Inició su larga trayectoria como jugador en el equipo de su pueblo natal el Antequera CF, siguió en clubes importantes como Club Deportivo Logroñés, FC Barcelona, Real Valladolid y Girona Futbol Club.

## Clubes

### Como jugador
- Información:.[2]

| Club                      | País          | Año           | PJ  | G |
| ------------------------- | ------------- | ------------- | --- | - |
| Antequera C. F.           | España        | 1950-1953     |     |   |
| Girona F. C.              | España        | 1953-1954     | 7   | 0 |
| C. D. España Industrial   | España        | 1956-1959     | 91  | 2 |
| F. C. Barcelona           | España        | 1959-1961     | 19  | 0 |
| Real Valladolid Deportivo | España        | 1961-1965     | 120 | 0 |
| Girona                    | España        | 1965-1967     |     |   |
| Total carrera             | Total carrera | Total carrera | 237 | 2 |

### Como entrenador
| Club       | País   | Periodo   |
| ---------- | ------ | --------- |
| Manresa    | España | 1974-1975 |
| Girona     | España | 1980-1981 |
| Girona     | España | 1981-1982 |
| Olot       | España | 1982-1983 |
| Figueres   | España | 1984-1985 |
| Llagostera | España | 1985-1986 |

## Palmarés

### Campeonatos nacionales
| Título                     | Club            | País   | Año     |
| -------------------------- | --------------- | ------ | ------- |
| Primera División de España | F. C. Barcelona | España | 1959-60 |

### Copas internacionales
| Título         | Club            | Sede                 | Año       |
| -------------- | --------------- | -------------------- | --------- |
| Copa de Ferias | F. C. Barcelona | Birmingham Barcelona | 1958-1960 |